# Урбанова, Марта
Марта Урбанова (в замужестве — Даньхелова) (чеш. Marta Urbanová (Daňhelová), 14 октября 1960, Ческе-Будеёвице, Чехословакия) — чехословацкая хоккеистка (хоккей на траве), полевой игрок. Серебряный призёр летних Олимпийских игр 1980 года.

## Биография
Марта Урбанова родилась 14 октября 1960 года в чехословацком городе Ческе-Будеёвице (сейчас в Чехии).
Играла в хоккей на траве за «Славию» из Праги, в 80-е годы была одним из лидеров «Метеора» из Ческе-Будеёвице.
В 1980 году вошла в состав женской сборной Чехословакии по хоккею на траве на летних Олимпийских играх в Москве и завоевала серебряную медаль. Играла в поле, провела 5 матчей, мячей не забивала.